# Sweet Grass Hills
De Sweet Grass Hills is een gebergte in Liberty County en Toole County in de Amerikaanse staat Montana, met als hoogste punt de top van West Butte (2.128 meter).
Het is een van de geïsoleerde gebergten in centraal Montana, die geen onderdeel uitmaken van de westelijker gelegen Rocky Mountains, net als bijvoorbeeld de Bear Paw Mountains. De douglasspar is de meest voorkomende boom.
Het gebergte wordt door de Blackfoot als heilig beschouwd.

## Geologie
De Sweet Grass Hills werden gevormd in het Paleogeen en zijn een voorbeeld van stock. De hoogste gelegen delen waren tijdens de laatste ijstijd niet bedekt door ijs.